# 高橋一三
高橋一三（1946年6月9日—2015年7月14日）為日本的棒球選手，出生於廣島縣府中市。他曾效力於日本職棒讀賣巨人、日本火腿鬥士，守備位置為投手，1983年退休，生涯通算167勝。